# 238è Esquadró de la RAF
El 238è Esquadró de la Royal Air Force va ser un esquadró que serví en diversos papers durant la seva carrera, fins que va ser dissolt el 1948. L'esquadró 238è va ser format a l'agost de 1918, a partir dels Vols 347, 348 i 349 a l'estació d'hidroavions de Cattewater, Plymouth, realitzant patrulles anti-submarins amb alguns Felixstowe F2As i F3s fins al final de la I Guerra Mundial, sent reduït a un quadre el 15 de maig de 1919. Seguí com a magatzem fins que va ser dissolt el 20 de març de 1922.
El 16 de maig de 1940 va ser reformat a Tangmere com a esquadró de caces amb Spitfires, els quals van ser substituïts per Hurricanes al juny. El 2 de juliol esdevingué un esquadró operatiu i durant la batalla d'Anglaterra operà enquadrat a l'estructura del Grup 11, destinat a Middle Wallop i a Saint Eval, fins a traslladar-se a Chilbolton al setembre de 1940,
Al maig de 1941 l'esquadró abandonà el Middle East per embarcar-se a bord del HMS Victorious per dirigir-se cap a l'Illa de Malta, mentre que el component terrestre hi arribà passant pel cap de Bona Esperança. Després de carregar combustible a Malta, els Hurricanes volaren fins al Desert Occidental, on s'uniren al 274è Esquadró, pendents de l'arribada de les tripulacions terrestres. A finals de juliol, el 238è tornava a estar operatiu, realitzant missions d'escorta i patrulles de caces durant la campanya del desert fins després de la batalla d'El Alamein. A continuació es retirà a Egipte per a tasques de defensa aèria, i al setembre de 1943 va ser equipat de nou amb Spitfies IX.
Al març de 1944 l'esquadró va ser traslladat a Còrsega per realitzar incursions sobre el nord d'Itàlia i, a l'agost, cobrí els desembarcaments aliats al sud de França. Dos mesos després va ser retirat a Nàpols i dissolt el 31 d'octubre de 1944.
L'1 de desembre de 1944 el 238è Esquadró va ser reformat a Merryfield com a esquadró de transport, dotat amb  Albemarles. El gener de 1945 rebé Dakotas i el 14 de febrer, la primera onada de 10 avions es dirigí cap a l'Índia, on començà a realitzar missions de llançament de subministraments i evacuació de ferits a Birmània. Al juny l'esquadró es traslladà a Austràlia per proveir de transport a la Flota britànica del Pacífic, i va ser dissolt allà oficialment el 27 de desembre de 1945. Els avions que restaven van ser enviats a Singapur el 9 de febrer de 1946, tot i que alguns havien estat enviats al Regne Unit durant el mes de gener.
L'1 de desembre de 1946, el 525è Esquadró va ser renumerat com a 238è Esquadró, tornant a ser renumerat 10è Esquadró el 4 d'octubre de 1948, durant el pont aeri de Berlín.
L'esquadró tornà a ser format el 2007 en rebatejar la línia de vols d'entrenament a l'Acadèmia d'Enginyeria Aeronàutica de Defensa de Cosford.